# سیارک ۱۶۵۶۵۹
سیارک ۱۶۵۶۵۹ (به انگلیسی: 165659 Michaelhicks، نامگذاری:2001LZ6) صد و شصت و پنج هزار و ششصد و پنجاه و نهمین سیارک کشف شده‌است که در ۱۵ ژوئن ۲۰۰۱ کشف شد.